# Machado, Meyer, Sendacz e Opice Advogados
O Machado, Meyer, Sendacz e Opice Advogados, também conhecido apenas por Machado Meyer, é um dos maiores escritórios de advocacia do Brasil. Atua em todas as áreas do direito, assessorando empresas nacionais e internacionais, instituições financeiras e entidades governamentais.
Por anos consecutivos eleito o melhor escritório de advocacia do Brasil, ao longo de sua trajetória acumula premiações e reconhecimentos, nacionais e internacionais, tendo também liderado rankings de operações jurídicas continentais.
Atualmente está presente nas cidades de São Paulo, Brasília, Rio de Janeiro, Belo Horizonte e Nova Iorque.

## História
Fundado em 10 de junho de 1972 como Barros e Freire Advogados, o escritório teve sua primeira sede na Avenida São Luís, no Edifício Vilma Sônia, no centro de São Paulo, onde ocupava três apartamentos.
A banca recebeu sua primeira configuração nominal a partir dos sobrenomes de dois de seus sócios fundadores, Joaquim Renato Correia Freire e José Eduardo Monteiro de Barros, e ainda tinha em seu quadro de sócios fundadores Antonio Corrêa Meyer e Ernani de Almeida Machado, todos os quatro vindos de tradicionais bancas nacionais.
Ainda em 1972, o escritório conquistou seu primeiro cliente exponencial, o banco Manufacturer's Hannover Trust, atual JPMorgan Chase.
Os primeiros anos da banca acompanharam a ascendência do PIB nacional, que crescia em média 10% ao ano, a moratória e os seguidos planos econômicos do período provocaram renegociações de dívidas que ocasionaram em bons negócios ao escritório.
“O grupo que formou o escritório vinha de uma área de negócios que estava crescendo. A economia estava indo muito bem, havia investimento estrangeiro, e a gente pegou carona nisso. A maioria dos primeiros clientes era estrangeira, como o banco Chase Manhattan e as indústrias Quaker. Podemos dizer que já começamos grandes”.
— Moshe Sendacz, sócio fundador do Machado Meyer em depoimento ao Consultor Jurídico, publicado em 9 de junho de 2012.
Em 1976, com o escritório em fase de expansão, Joaquim Renato Correia Freire deixou a sociedade, e com isso o escritório mudou seu nome para Barros, Machado e Meyer Advogados, tendo a adição dos sobrenomes dos fundadores remanescentes, Ernani de Almeida Machado e Antonio Corrêa Meyer.
Anos mais tarde, os sócios fundadores da época, decidiram mudar a sede do escritório para a Rua da Consolação, também no Centro da capital paulista, onde instalaram-se em uma área de mil m². O novo espaço se tornou a casa da banca por mais de duas décadas.
Em 1982, o sócio fundador, José Eduardo Monteiro de Barros deixou a sociedade, e com isso escritório ganhou sua última configuração nominal, Machado, Meyer, Sendacz e Opice Advogados, tendo agregados os sobrenomes dos sócios Moshe Sendacz, que em 1972 era estagiário do escritório, e José Roberto Opice, que integrou a banca em 1973.
Já na década de 1990, as demandas trazidas pelas privatizações impulsionaram o crescimento do quadro de pessoal e também a abertura de novas sedes em outras capitais nacionais. Em 2000, o Machado Meyer inaugurou sua primeira unidade internacional, em Nova Iorque.
A partir dos anos 2000, com o aquecimento do mercado financeiro no país, o negócio consolidou sua atuação empresarial, assessorando relevantes ações no mercado de capitais e dívidas, auxiliando empresas e instituições financeiras a cumprir os requisitos legais necessários para ofertas públicas.
Em 2006, o escritório mudou sua sede, na capital paulista, para a Avenida Brigadeiro Faria Lima, onde permanece até os dias atuais. Já na ocasião ocupou sete andares, totalizando uma área útil de, aproximadamente, cinco mil m².
No ciclo econômico do Brasil da época, o Machado Meyer se manteve ativo em todas as áreas, prestando assessoria em fusões e aquisições, mercado de capitais, infraestrutura e privatizações e se destacou pelo gerenciamento de operações de grandes empresas dos mais diversos setores, como mineração e transportes aéreos.
Apesar do nome da sociedade ter se mantido até os dias atuais, desde meados de 2007 nenhum dos fundadores ocupam os postos mais altos do escritório, e a banca passou a ser guiada pelo novo quadro de sócios, que foi se modificando ao longo do tempo. Em 2012, ano do seu 40º aniversário, o escritório destacava-se dentre as 100 sociedades a ter mais de 20 sócios, entre as 10 mil bancas existentes em São Paulo.

## Programas de diversidade e inclusão
A partir de 2011, o escritório passou a desenvolver e implementar diversos programas a fim de contemplar as diversidades. O primeiro deles foi o "Mulheres no Machado Meyer", esse que teve como objetivo estabelecer maiores oportunidades de ascensão às suas profissionais, assim gerar qualidade de vida às mesmas ao conciliar suas carreiras e vida pessoal, além de também tornar cada vez mais igualitária a proporção entre os gêneros nas posições de liderança. No ano seguinte, pela primeira vez o escritório nomeou uma mulher para o comando da banca, a advogada Raquel Novais. O programa rendeu ao escritório reconhecimento e premiações, nacionais e internacionais, como os de melhor firma de advocacia do Brasil, melhor firma de advocacia para mulheres, melhor iniciativa em diversidade de gêneros e melhor em gestão de talentos, esses conquistados durante o Americas Women in Business Law Awards em 2015.
Ainda em 2011, a partir do trabalho desenvolvido no âmbito do "Mulheres no Machado Meyer" o escritório criou o Comitê de Diversidade e Inclusão, esse que passou a dedicar-se no desenvolvimento e execução de novos projetos para acolher outras formas de diversidade. Ao decorrer dos anos o comitê gerou grupos de afinidade distintos para atuar sobre questões como equidade de gênero, étnico-racial e LGBTQI+.
Em 2017, foi criado o #1GUALDADE, com o objetivo de promover um ambiente aberto, inclusivo e acolhedor para o público LGBTQIA+. No ano seguinte, foi criado o ID.AFRO, para reforçar o compromisso do escritório com a equidade étnico-racial. Em 2020, foi implementado o programa de equidade de gênero “Elas Conectam”, através do qual o escritório foi signatário de 3 compromissos externos: Womens’ Empowerment Principles, da ONU, Women in Leadership in Latin America e Movimento Equidade é Prioridade, da Rede Brasil do Pacto Global. Por fim, em 2021, foi criada a iniciativa voltada para as discussões relacionadas à parentalidade, com o #1AFETO.
O escritório também criou programas voltados ao público estudantil de todo o Brasil, como o #APróximaGeração, lançado em 2019, através do qual busca encontrar e desenvolver novos profissionais e lideranças no segmento. Em 2022, como parte do seu 50º aniversário, o escritório criou o Instituto Machado Meyer, organização sem fins lucrativos, com propósito ampliar a promoção e o desenvolvimento da educação em suas diferentes vertentes no Brasil.

## Presença na web
Na internet, o Machado Meyer estabeleceu-se como fonte de informação jurídica ao público em geral em diversas plataformas. Em 2016, o escritório deu início a sua produção de conteúdos informativos para o YouTube, e no ano seguinte, em 2017, lançou o portal virtual Inteligência Jurídica, para disseminar conteúdos jurídicos com uma linguagem acessível e sem tantos jargões técnicos. Já em sua primeira versão o site trazia secções dedicadas a temas como as recentes alterações na legislação, notícias, dentre outros conteúdos informativos.
Em 2018, em parceria com o G.Lab, estúdio de branded content das publicações Globo, lançou um canal com conteúdo semanal do escritório sobre os assuntos jurídicos do momento. O canal de conteúdo patrocinado foi hospedado no site do Valor Econômico, trazendo matérias e artigos produzidos em parceria dos profissionais do G.Lab e os advogados do Machado Meyer.
Já em 2020, o escritório lançou sua plataforma de podcasts, na qual passou a produzir conteúdos diversificados envolvendo os principais temas do campo jurídico a partir das análises e informações de seus especialistas nas mais diversas práticas do Direito.
Em 2022, como parte das comemorações de seus 50 anos, o Machado Meyer lançou uma série especial, em formato videocast, na qual, ao longo de cinco episódios, faz um resgate histórico da sua trajetória através de depoimentos de seus profissionais e também de seus sócios fundadores.

## Prêmio Ernani de Almeida Machado
Em 2012, ano do seu 40º aniversário, o escritório, em parceria com a Santa Marcelina Cultura, criou o Prêmio Ernani de Almeida Machado, que, anualmente, tem como objetivo de promover o desenvolvimento de estudantes da Escola de Música do Estado de São Paulo – Tom Jobim, por meio de bolsas de estudo para aprimoramento, aquisição de instrumentos e aperfeiçoamento dos estudos no exterior. O prêmio é uma homenagem ao sócio fundador do escritório, Dr. Ernani de Almeida Machado, falecido em 2009 e grande apreciador da música clássica.

## Prêmios, reconhecimentos e destaques anuais
2003
- Foi apontado pela revista inglesa Latin Lawyer como o 4º maior escritório de advocacia do país. De acordo com o jornal Valor Econômico, a lista foi feita com base na comparação do número de advogados e sócios.[54]

2006
- Foi destacado pela Thomson Financial, maior corporação de informação jurídica do mundo, como o escritório líder do ranking nacional e 9º no mundial dentre os escritórios de advocacia em fusões e aquisições no quarto trimestre do ano. Segundo a publicação, o escritório prestou assessoria jurídica a 24 negócios concluídos no período, que movimentaram US$ 6,858 bilhões.[55]
- Foi destacado também pela Thomson como a 7ª melhor sociedade de advogados em fusões e aquisições no mundo.[56]
- Foi eleito pela publicação International Financial Law Review (IFLR) como o escritório de advocacia de 2005 no Brasil ("Brazilian Law Firm of the Year"). O reconhecimento foi concedido, com base em indicadores econômico-financeiros, aos principais escritórios da Argentina, Canadá, Chile, México e de diversos outros países na Europa e Ásia.[57]

2007
- Elencou a primeira posição do ranking nacional e a segunda no geral para os negócios anunciados na América Latina (Any Latin American Involvement Annouced) no primeiro semestre do ano. Segundo a Thomson Financial, até o segundo trimestre do ano, o escritório prestou assessoria jurídica a 15 negócios anunciados no período, que movimentaram, aproximadamente, US$ 8 bilhões. Considerando-se as fusões e aquisições completadas, o escritório foi o décimo oitavo no ranking latino-americano e o terceiro escritório nacional.[58]

2008
- Foi apontado como um dos cinco escritórios mais requisitados do Brasil de acordo com a Thomson Reuters.[59]
- Foi o 6º colocado, no ranking da Mergermarket, nas operações de fusão e aquisição dentre os dez principais escritórios na América do Sul e América Central, assessorando operações com num total de US$ 6,1 bilhões.[60]
- Elencou a segunda posição no ranking das sociedades de advocacia mais admiradas do Brasil. O ranking foi divulgado nas edições anuais da Análise da Advocacia, publicação da Análise Editorial, e desenvolvido a partir das opiniões de milhares de chefes dos departamentos jurídicos das maiores empresas do país.[61]

2009
- Assim como no ano anterior, elencou a segunda posição no ranking das sociedades de advocacia mais admiradas do Brasil. O resultado foi divulgado na quarta edição do anuário Análise da Advocacia.[62]

2010
- Foi apontado, pela publicação inglesa Latin Lawyer, como o terceiro maior escritório de advocacia da América Latina.[63]
- Participou das maiores operações nacionais do ano, sendo elas Dresdner Bank, Vivo, Repsol e TAM.[25]

2011
- No primeiro trimestre do ano, segundo dados da Thomson Reuters, o Machado Meyer era evidenciado como o 5º colocado no ranking em atividade de fusões e aquisições no Brasil.[64]
- Encerrou o ano com a participação em operações no segmento que somaram US$ 19,9 bilhões, segunda maior marca nacional até o então momento, de acordo com a agência americana Bloomberg.[16]

2012
- Foi premiado no Latin Lawyer Deal of the Year Award nas categorias finanças corporativas e projeto financeiro.[65]

2013
- Figurou em diversos segmentos na lista da Chambers and Partners sobre os melhores serviços legais na América Latina. Foi apontado como melhor escritório brasileiro em bancário e financeiro e também em projetos, elencou a segunda posição em aviação -  regulatório, aviação - financeiro, mercado de capitais e fusões e aquisições, a terceira em concorrencial e antitruste e a quarta em tributário.[66]
- Recebeu quatro prêmios no Americas Women in Business Law Awards e foi reconhecido como o melhor escritório brasileiro para as advogadas na área de negócios.[67]

2014
- Foi o segundo escritório brasileiro mais citado no ranking da publicação inglesa Chambers e Partners Latin America, recebendo 8 citações.[68]

2015
- Foi eleito o melhor escritório brasileiro do ano pela publicação LatinFinance. Além disso, a banca participou de três operações consideradas as melhores do ano em suas categorias. Na Corporate Liability Management of the Year, a firma assessorou a BRF em uma emissão de green bonds no valor de 500 milhões de euros e oferta de recompra de bonds emitidos pela BRF e suas subsidiárias. Na categoria Equity Follow-on of the Year, o Machado Meyer atuou pela Telefônica Brasil na oferta pública de ações no valor de R$ 16 bilhões em razão da compra da GVT. Já na Cross-Border M&A of the Year, o escritório foi premiado pela consultoria prestada à Telefônica Brasil na implementação da aquisição da GVT, no valor de 7,45 bilhões de euros.[11]
- Recebeu quatro premiações durante o Americas Women in Business Law Awards, sendo elas as de melhor firma de advocacia do Brasil, melhor firma de advocacia para mulheres, melhor iniciativa em diversidade de gêneros e melhor em gestão de talentos.[30]

2016
- Foi o terceiro escritório brasileiro mais reconhecido na edição da The Legal 500 sobre a América Latina, obtendo 5 citações.[69]

2018
- Terminou o ano como líder no ranking Debtwire’s Latin America, na categoria Lead Bank’s Legal Counsel, como a maior assessoria jurídica de operações de empréstimos bancários na América Latina.[13]
- Foi mencionado, no guia Transactions & Deals: International Corporate Finance, da publicação internacional Leaders League, como o terceiro escritório brasileiro atuante em mais áreas de Direito Empresarial.[70]
- Recebeu a premiação do Selo Municipal de Direitos Humanos e Diversidade pelo programa Mulheres no Machado Meyer.[71]

2019
- Recebeu a premiação do Selo Municipal de Direitos Humanos e Diversidade pelo programa ID.AFRO.[72]

2020
- Foi evidenciado durante o Airfinance Journal Awards como consultor jurídico das operações da Azul Linhas Aéreas Brasileiras, essa que recebeu o prêmio de melhor companhia aérea do ano na América Latina.[73]

2021
- Foi o escritório que assessorou mais operações de ponta em toda América Latina. Segundo a Latin Lawyer, o Machado Meyer trabalhou em mais transações do que qualquer outro escritório de advocacia latino-americano no ano, assessorando em 198 mandatos únicos dentro das cinco categorias rastreadas pela ferramenta Deal Tracker.[12]
- Foi premiado durante o ITR Americas Tax Awards como a melhor firma de advocacia do Brasil e melhores políticas.[74]
- Foi premiado pelo The Legal 500 na categoria projeto de finanças.[75]
- Elencou o ranking nacional da IFLR1000 em diversos segmentos, sendo o primeiro em desenvolvimento de projeto e operações bancária, o segundo em mercado de capitais, capital privado, projeto de finanças e equidade e o quarto em fusões e aquisições.[76]
- Elencou a banda 1 do ranking nacional da ITR World Tax em segmentos como imposto transacional, controvérsia tributária, imposto indireto e imposto corporativo geral.[77]
- Figurou entre as três primeiras colocações na lista de empresas líderes no Brasil elaborada pela publicação estrangeira Whos Who Legal.[78]
- Teve três de seus advogados reconhecidos internacionalmente pela IFLR1000. O advogado Camilo Gerosa Gomes foi premiado na categoria nacional Rising Stars of the Year durante o IFLR Americas Awards 2021,[79] e as advogadas Eliana Chimenti e Adriana Pallis destacadas na lista da IFLR1000 Women Leaders, na qual foram apontadas as advogadas mais proeminentes na área jurídica mundial.[80]
- Foi reconhecido pela Gupy Destaca, como um dentre os cem melhores RHs do Brasil.[81]

2022
- Os serviços do Machado Meyer foram evidenciados como líder, excelente, altamente recomendado, recomendado e prática valiosa em 37 rankings nacionais elaborados pela Leaders League.[82]